# Peter Schiff
Peter David Schiff (ur. 23 marca 1963 w New Haven) – amerykański ekonomista, prezes Euro Pacific Capital, doradca ekonomiczny Rona Paula – kandydata na prezydenta Stanów Zjednoczonych w 2008, komentator ekonomiczny w stacjach telewizyjnych CNBC i Fox, przedstawiciel austriackiej szkoły ekonomii.

## Poglądy
Jest krytykiem obecnego systemu gospodarczego Stanów Zjednoczonych. Opowiada się za radykalną obniżką podatków i wydatków publicznych, likwidacją Fed i powrotem do waluty opartej na parytecie złota (dolar nie jest powiązany ze złotem od 1971). Jest zwolennikiem austriackiej szkoły ekonomii. W wyborach prezydenckich w 2008 roku zdecydowanie poparł republikanina Rona Paula, jednocześnie ostro krytykując kandydatury Baracka Obamy i Johna McCaina.
Schiff znany jest z tego, iż przewidział nadejście kryzysu finansowego, który rozpoczął się w Stanach Zjednoczonych w 2007 r. Schiff przepowiedział kryzys na ponad rok przed jego początkiem, będąc wtedy w głębokiej opozycji do większości amerykańskich ekonomistów (np. Arthur Laffer) uznających kondycję amerykańskiej gospodarki za znakomitą. Jako przyczyny zbliżającego się załamiania, Schiff wskazywał niskie stopy procentowe, zbyt dużą dostępność kredytów hipotecznych oraz bardzo niski poziom oszczędności amerykańskich obywateli, przy równoczesnym rekordowym w historii stopniu zadłużenia. Schiff zwracał również uwagę na postępujący spadek wartości dolara spowodowany odejściem od standardu złota i zwiększaniem podaży tzw. pustego pieniądza, a także na zwiększający się deficyt budżetowy. 